# Bangaly Fofana
Bangaly Fofana (París, 3 de junio de 1989) es un jugador de baloncesto francés que actualmente pertenece a la plantilla del ALM Évreux Basket de la Pro B francesa. Con 2,13 metros de altura que juega en la posición de pívot.

## Trayectoria Profesional
Es un jugador de gran envergadura formado en las filas del ASVEL Villeurbanne, con el que debutaría en la PRO A francesa y ganaría la liga en 2009. Más tarde, jugaría en otros equipos franceses, entre ellos el STB Le Havre.
Fofana jugaría durante dos campañas en el Strasbourg, donde fue subcampeón de la PRO-A francesa en la 2015-2015. En la última campaña promedió 6.5 puntos y 4.3 rebotes en la liga gala, 3.1 puntos y 2.2 rebotes en la primera fase de la Euroliga, y 6.9 puntos y 3.8 rebotes en la Eurocup.
En verano de 2016, Fofana abandonaría las filas del Strasbourg, el pívot galo sonó para algún equipo ACB, pero el jugador no abandonará su país, tras llegar a un acuerdo con el AS Monaco.
Tras dos temporadas en el AS Mónaco Basket, en 2018 se compromete con el BCM Gravelines en el que jugaría durante dos temporadas.
En las filas del BCM Gravelines jugaría otras dos temporadas, de 2018 a 2020.
El 31 de marzo de 2021, tras comenzar sin equipo la temporada 2020-21, firma por el JL Bourg Basket de la Pro A francesa, hasta el final de la temporada.
En diciembre de 2021 se incorporó al ALM Evreux Basket, pasando así a disputar la Pro B.